# Lijst van voetbalinterlands Myanmar - Thailand
Deze lijst van voetbalinterlands is een overzicht van alle officiële voetbalwedstrijden tussen de nationale teams van Myanmar (voormalig Birma) en Thailand. De landen hebben tot op heden 49 keer tegen elkaar gespeeld. De eerste ontmoeting, een vriendschappelijke wedstrijd, werd gespeeld in Shah Alam (Maleisië) op 5 september 1957. Het laatste duel, een groepswedstrijd tijdens de Zuidoost-Azië Cup 2020, vond plaats op 11 december 2021 in Singapore.

## Wedstrijden
| №  | Plaats              | Datum             | Competitie                      | Wedstrijd          | Uitslag |
| -- | ------------------- | ----------------- | ------------------------------- | ------------------ | ------- |
| 1  | Shah Alam           | 5 september 1957  | Vriendschappelijk               | Thailand − Birma   | 2 − 5   |
| 2  | Bangkok             | 15 december 1959  | Vriendschappelijk               | Thailand − Birma   | 5 − 2   |
| 3  | Kuala Lumpur        | 22 augustus 1965  | Vriendschappelijk               | Thailand − Birma   | 1 − 1   |
| 4  | Shah Alam           | 22 december 1965  | Vriendschappelijk               | Birma − Thailand   | 2 − 2   |
| 5  | Kuala Lumpur        | 17 augustus 1966  | Vriendschappelijk               | Thailand − Birma   | 0 − 3   |
| 6  | Bangkok             | 14 december 1966  | Aziatische Spelen 1966          | Thailand − Birma   | 1 − 1   |
| 7  | Bangkok             | 12 december 1967  | Vriendschappelijk               | Thailand − Birma   | 0 − 1   |
| 8  | Kuala Lumpur        | 13 augustus 1968  | Vriendschappelijk               | Thailand − Birma   | 0 − 0   |
| 9  | Bangkok             | 29 november 1968  | Vriendschappelijk               | Thailand − Birma   | 0 − 2   |
| 10 | Rangoon             | 8 december 1968   | Vriendschappelijk               | Birma − Thailand   | 1 − 1   |
| 11 | Rangoon             | 13 december 1969  | Vriendschappelijk               | Birma − Thailand   | 3 − 0   |
| 12 | Bangkok             | 16 december 1970  | Aziatische Spelen 1970          | Thailand − Birma   | 2 − 2   |
| 13 | Shah Alam           | 17 december 1971  | Vriendschappelijk               | Birma − Thailand   | 3 − 1   |
| 14 | Seoel               | 22 september 1973 | Vriendschappelijk               | Birma − Thailand   | 2 − 2   |
| 15 | Seoel               | 16 mei 1974       | Vriendschappelijk               | Birma − Thailand   | 2 − 1   |
| 16 | Seoel               | 15 mei 1975       | Vriendschappelijk               | Birma − Thailand   | 4 − 1   |
| 17 | Kuala Lumpur        | 30 augustus 1975  | Vriendschappelijk               | Thailand − Birma   | 0 − 1   |
| 18 | Bangkok             | 1 januari 1976    | Vriendschappelijk               | Thailand − Birma   | 0 − 0   |
| 19 | Kuala Lumpur        | 17 augustus 1976  | Vriendschappelijk               | Thailand − Birma   | 0 − 1   |
| 20 | Seoel               | 1 september 1976  | Vriendschappelijk               | Birma − Thailand   | 2 − 0   |
| 21 | Kuala Lumpur        | 21 juli 1977      | Vriendschappelijk               | Thailand − Birma   | 1 − 1   |
| 22 | Shah Alam           | 22 november 1977  | Zuidoost-Aziatische Spelen 1977 | Birma − Thailand   | 3 − 0   |
| 23 | Bangkok             | 13 december 1978  | Aziatische Spelen 1978          | Thailand − Birma   | 2 − 1   |
| 24 | Kuala Lumpur        | 28 juni 1979      | Vriendschappelijk               | Thailand − Birma   | 0 − 2   |
| 25 | Jakarta             | 22 september 1979 | Zuidoost-Aziatische Spelen 1979 | Thailand − Birma   | 1 − 0   |
| 26 | Kuala Lumpur        | 28 oktober 1980   | Vriendschappelijk               | Thailand − Birma   | 2 − 1   |
| 27 | Manilla             | 11 december 1981  | Zuidoost-Aziatische Spelen 1981 | Thailand − Birma   | 3 − 3   |
| 28 | Singapore           | 2 juni 1983       | Zuidoost-Aziatische Spelen 1983 | Thailand − Birma   | 0 − 1   |
| 29 | Jakarta             | 16 september 1987 | Zuidoost-Aziatische Spelen 1987 | Thailand − Birma   | 4 − 0   |
| 30 | Kuala Lumpur        | 22 augustus 1989  | Zuidoost-Aziatische Spelen 1989 | Thailand − Myanmar | 3 − 0   |
| 31 | Manilla             | 27 november 1991  | Zuidoost-Aziatische Spelen 1991 | Thailand − Myanmar | 4 − 0   |
| 32 | Singapore           | 7 juni 1993       | Zuidoost-Aziatische Spelen 1993 | Thailand − Myanmar | 2 − 0   |
| 33 | Singapore           | 20 juni 1993      | Zuidoost-Aziatische Spelen 1993 | Myanmar − Thailand | 3 − 4   |
| 34 | Bangkok             | 29 juni 1996      | Azië Cup 1996 kwalificatie      | Thailand − Myanmar | 5 − 1   |
| 35 | Singapore           | 7 juli 1996       | Azië Cup 1996 kwalificatie      | Myanmar − Thailand | 1 − 7   |
| 36 | Jakarta             | 6 oktober 1997    | Zuidoost-Aziatische Spelen 1997 | Thailand − Myanmar | 2 − 1   |
| 37 | Ho Chi Minhstad     | 27 augustus 1998  | Zuidoost-Azië Cup 1998          | Thailand − Myanmar | 1 − 1   |
| 38 | Bandar Seri Begawan | 8 augustus 1999   | Zuidoost-Aziatische Spelen 1999 | Thailand − Myanmar | 7 − 0   |
| 39 | Chiang Mai          | 6 november 2000   | Zuidoost-Azië Cup 2000          | Thailand − Myanmar | 3 − 1   |
| 40 | Shah Alam           | 10 december 2004  | Zuidoost-Azië Cup 2004          | Thailand − Myanmar | 1 − 1   |
| 41 | Bangkok             | 12 januari 2007   | Zuidoost-Azië Cup 2007          | Thailand − Myanmar | 1 − 1   |
| 42 | Buriram             | 14 juli 2011      | Vriendschappelijk               | Thailand − Myanmar | 1 − 0   |
| 43 | Buriram             | 15 juli 2011      | Vriendschappelijk               | Thailand − Myanmar | 1 − 1   |
| 44 | Bangkok             | 27 november 2012  | Zuidoost-Azië Cup 2012          | Myanmar − Thailand | 0 − 4   |
| 45 | Singapore           | 29 november 2014  | Zuidoost-Azië Cup 2014          | Thailand − Myanmar | 2 − 0   |
| 46 | Rangoon             | 4 december 2016   | Zuidoost-Azië Cup 2016          | Myanmar − Thailand | 0 − 2   |
| 47 | Bangkok             | 8 december 2016   | Zuidoost-Azië Cup 2016          | Thailand − Myanmar | 4 − 0   |
| 48 | Mandalay            | 5 oktober 2017    | Vriendschappelijk               | Myanmar − Thailand | 1 − 3   |
| 49 | Singapore           | 11 december 2021  | Zuidoost-Azië Cup 2020          | Thailand − Myanmar | 4 − 0   |

## Samenvatting
| Competitie                 | Totaal gespeeld | Winst Myanmar | Gelijk | Winst Thailand | Doelsaldo Myanmar – Thailand |
| -------------------------- | --------------- | ------------- | ------ | -------------- | ---------------------------- |
| Azië Cup-kwalificatie      | 2               | 0             | 0      | 2              | 2 − 12                       |
| Zuidoost-Azië Cup          | 9               | 0             | 3      | 6              | 4 − 22                       |
| Aziatische Spelen          | 3               | 0             | 2      | 1              | 4 − 5                        |
| Zuidoost-Aziatische Spelen | 11              | 2             | 1      | 8              | 11 − 30                      |
| Vriendschappelijk          | 24              | 12            | 8      | 4              | 41 − 24                      |
| Totaal                     | 49              | 14            | 14     | 21             | 62 − 93                      |

MFF · 
A-internationals · 
Myanmarees vrouwenelftal
1951 – 1959 · 
1960 – 1969 · 
1970 – 1979 · 
1980 – 1989 · 
1990 – 1999 · 
2000 – 2009 · 
2010 – 2019 ·
2020 − 2029
Bahrein ·
Bangladesh ·
Bolivia ·
Brunei ·
Burundi ·
Cambodja ·
China ·
DDR ·
Filipijnen ·
Guam ·
Hongkong ·
India ·
Indonesië ·
Irak ·
Iran ·
Israël ·
Japan ·
Kirgizië ·
Koeweit ·
Laos ·
Lesotho ·
Libanon ·
Libië ·
Luxemburg ·
Macau ·
Malediven ·
Maleisië ·
Marokko ·
Mongolië ·
Nepal ·
Nieuw-Zeeland ·
Noord-Korea ·
Oman ·
Oost-Timor ·
Pakistan ·
Palestina ·
Qatar ·
Singapore ·
Sri Lanka ·
Syrië ·
Tadzjikistan ·
Taiwan ·
Thailand ·
Turkmenistan ·
Verenigde Arabische Emiraten ·
Vietnam ·
Zuid-Korea ·
Zuid-Vietnam
FAT · A-internationals · Bondscoaches · Statistieken · Thais vrouwenelftal · Thailand U21 · Thailand U20 · Thailand U19 · Thailand U18 · Thailand U17
1950 – 1959 · 
1960 – 1969 · 
1970 – 1979 · 
1980 – 1989 · 
1990 – 1999 · 
2000 – 2009 · 
2010 – 2019 ·
2020 − 2029
Asian Cup 1972 ·
Asian Cup 1992 · 
Asian Cup 1996 · 
Asian Cup 2000 · 
Asian Cup 2004 · 
Asian Cup 2007
OS 1956 · 
OS 1968
1956 · 
1957 · 
1958 · 
1959 · 
1960 · 
1961 · 
1962 · 
1963 · 
1964 · 
1965 · 
1966 · 
1967 · 
1968 · 
1969 · 
1970 · 
1971 · 
1972 · 
1973 · 
1974 · 
1975 · 
1976 · 
1977 · 
1978 · 
1979 · 
1980 · 
1981 · 
1982 · 
1983 · 
1984 · 
1985 · 
1986 · 
1987 · 
1988 · 
1989 · 
1990 · 
1991 · 
1992 · 
1993 · 
1994 · 
1995 · 
1996 · 
1997 · 
1998 · 
1999 · 
2000 · 
2001 · 
2002 · 
2003 · 
2004 · 
2005 · 
2006 · 
2007 · 
2008 · 
2009 · 
2010 · 
2011 · 
2012 · 
2013 ·
2014 ·
2015 ·
2016 ·
2017 ·
2018 ·
2019 ·
2020 ·
2021 ·
2022 ·
2023
Afghanistan ·
Australië ·
Bahrein ·
Bangladesh ·
Bhutan ·
Brazilië ·
Brunei ·
Bulgarije ·
Cambodja ·
China ·
Congo-Brazzaville ·
Denemarken ·
Duitsland ·
Egypte ·
Estland ·
Faeröer ·
Filipijnen ·
Finland ·
Gabon ·
Georgië ·
Ghana ·
Hongkong ·
India ·
Indonesië ·
Irak ·
Iran ·
Israël ·
Japan ·
Jemen ·
Jordanië ·
Kameroen · 
Kazachstan ·
Kenia ·
Kirgizië ·
Koeweit ·
Laos ·
Letland ·
Libanon ·
Liberia ·
Libië ·
Liechtenstein ·
Luxemburg ·
Macau ·
Malediven ·
Maleisië ·
Malta ·
Marokko ·
Myanmar ·
Nederland ·
Nepal ·
Nieuw-Zeeland ·
Nigeria ·
Noord-Ierland ·
Noord-Korea ·
Noorwegen ·
Oezbekistan ·
Oman ·
Oost-Timor ·
Pakistan ·
Palestina ·
Papoea-Nieuw-Guinea ·
Polen ·
Qatar ·
Saoedi-Arabië ·
Singapore ·
Slowakije ·
Sri Lanka ·
Suriname ·
Syrië ·
Taiwan ·
Tadzjikistan ·
Trinidad en Tobago ·
Turkmenistan ·
Uruguay ·
Verenigde Arabische Emiraten ·
Verenigde Staten ·
Vietnam ·
Zuid-Afrika ·
Zuid-Korea ·
Zuid-Vietnam ·
Zweden